# FA Cup
La Football Association Cup, por motivos de patrocinio, The Emirates FA Cup, es una competición oficial anual de fútbol inglés de eliminación directa, organizada por la Football Association.
La FA Cup se disputó por primera vez en la temporada 1871-72, y con mas de 150 años, es el torneo de fútbol más antiguo del mundo. Participan todos los equipos que compiten en la Premier League, la Copa de la Liga y las cinco categorías por debajo de esta, así como determinados equipos del 10.º nivel del fútbol inglés. Esto significa que participan desde los mayores equipos de Inglaterra y Gales hasta equipos amateur de pequeños pueblos. El torneo es conocido por la posibilidad de que equipos modestos de divisiones inferiores se conviertan en "mata-gigantes", eliminando a grandes clubes, e, incluso, puedan teóricamente ganar la competición, aunque raramente pasan muchas eliminatorias. Las rondas previas de clasificación y los clubes que quedan exentos, hacen que equipos de Premier League y de categorías muy bajas casi nunca se enfrenten.
El actual campeón es el Crystal Palace, que venció al Manchester City 1-0 en la final de 2025.

## Historia
Es el torneo más prestigioso dentro de Inglaterra. El campeón del primer torneo fue Wanderers, equipo formado por exestudiantes de escuelas privadas de Londres, quienes ganaron la competición cinco veces en sus primeras siete temporadas. Los primeros equipos triunfadores fueron clubes de aficionados adinerados del sur de Inglaterra, pero en 1883 el Blackburn Olympic se convirtió en el primer equipo del norte en ganar el trofeo, al derrotar en la final al Old Etonians.
Con la llegada del profesionalismo, también por la década de 1880, los equipos amateurs rápidamente comenzaron a perder su protagonismo inicial. Desde que los principales equipos profesionales crearan la Football League en 1888, un solo equipo se coronó campeón sin formar parte, en ese momento, de la Football League. El Tottenham Hotspur, en ese tiempo participante de la Southern League, derrotó al Sheffield United de la Football League en la final de 1901. Un año después, el Sheffield United retornó a la final y esta vez ganó la copa, que quedó en manos de equipos del norte hasta que Tottenham ganó de nuevo en 1921. En 1927 ganó la copa el Cardiff City, equipo que juega en la liga inglesa a pesar de estar radicado en Gales, siendo el único equipo no inglés en conseguirlo. Cabe destacar también que el club escocés Queen's Park alcanzó la final dos veces en los primeros años de competición.
En la década de 1950, el Newcastle United dominó la competición ganándola tres veces en cinco años, y en la década de 1960, el Tottenham Hotspur disfrutó de similar éxito, ganando el trofeo tres veces en siete temporadas. Esto marcó el comienzo de un próspero periodo para los equipos basados en Londres, con 11 conquistas en 22 torneos. Los equipos de la segunda división del fútbol inglés, en ese tiempo llamada Second Division, experimentaron un éxito sin precedentes entre 1973 y 1980. Sunderland ganó el campeonato en 1973, Southampton repitió la hazaña en 1976, y West Ham United hizo lo propio en 1980, en lo que fue la última victoria de un equipo fuera de la máxima categoría. Desde el campeonato del Wimbledon en 1988, los llamados «cuatro grandes» del fútbol inglés, Manchester United, Liverpool, Arsenal y Chelsea han ganado la copa en conjunto 19 veces en 23 temporadas.

## Sistema de competición
La FA Cup es una competición de eliminación directa. No existe un cuadro de eliminatorias y el sorteo de cada ronda no se hace hasta después de la fecha de cada ronda.
Cada ronda se juega a partido único. Si el partido acaba en empate se juega un replay, un nuevo partido, normalmente en casa del equipo que fue visitante en el primer partido. Si el replay termina en empate otra vez el ganador se decide en una tanda de penaltis, aunque hasta los años 1990 se seguían jugando partidos de replay hasta que alguno de los conjuntos ganara. Así algunas eliminatorias necesitaron hasta seis partidos para dilucidar un ganador; en 1975 el Fulham jugó 12 partidos en seis rondas para jugar la final, récord hasta la fecha. Los replays se jugaban tradicionalmente tres o cuatro días después del partido original, pero desde 1992 se juegan al menos 10 días después por consejo de la policía. Además se eliminaron los replays en semifinales y en la final (A partir de la temporada 2024-2025 el Replay será eliminado en su totalidad, por lo que si el partido acaba en empate, se deciden en tiempos extra, y en caso en concreto en penaltis).
Hay un total de 14 rondas en la competición: seis rondas de clasificación, seguidas de otras seis rondas (llamadas coloquialmente proper rounds), semifinales y la final. La competición comienza en agosto con la ronda Extra-Preliminar, seguida por la Ronda Preliminar y la Primera Ronda de Clasificación, en las que participan los clubes de divisiones más bajas. Los clubes de Conference North y Conference South entran en la Segunda Ronda de Clasificación y los de Conference National en la Cuarta. Los 32 ganadores de esta última ronda se unen a los 48 de League One y League Two en la Primera Ronda. Finalmente, los equipos de Premier League y Championship entran en la Tercera Ronda, en la que solo quedan 64 equipos en competición. La Sexta Ronda corresponde con los cuartos de final, en la que quedan 8 equipos.
Las rondas de clasificación están regionalizadas para reducir los costes de transporte de los clubes pequeños. La primera y segunda ronda estaban también separadas en sección norte y sur, pero esta práctica terminó en 1998.
La FA Cup sigue un patrón para jugar cada ronda. Normalmente la Primera Ronda se juega en noviembre, la Segunda en uno de los dos primeros sábados de diciembre. La Tercera se juega el primer fin de semana de enero, la Cuarta ese mismo mes y la Quinta a mediados de febrero. La Sexta Ronda (o cuartos de final) tradicionalmente se juega en marzo y las semifinales un mes después. La final se suele jugar el sábado siguiente a la conclusión de la Premier League en mayo.
El campeón tiene como premio formar parte de la Liga Europa de la UEFA. Si el ganador ya se ha clasificado vía Premier League para la UEFA Champions League la plaza para Europa League va para el sexto clasificado en Premier League. Si el ganador se ha clasificado para Europa League terminando quinto en Premier League, el subcampeón de FA Cup no se clasifica, pasando la plaza al sexto clasificado de la Premier. Si el subcampeón también se ha clasificado para la Champions League o no puede jugar en las competiciones UEFA por cualquier razón, la plaza va para el siguiente equipo mejor clasificado Premier. Además, el equipo campeón tiene derecho a participar de la siguiente edición de la Community Shield.

### Sorteo
El sorteo para cada ronda se retransmite en directo, normalmente cuando concluye la retransmisión de los partidos de la ronda anterior. El interés es especialmente alto en el sorteo de la Tercera Ronda, que es cuando entran los equipos de Premier League. Previo al sorteo se indica una lista en la que a cada equipo se le asigna un número y se introducen bolas numeradas en un recipiente transparente (tradicionalmente se extraían las bolas en un saco, pero se cambió por indicación de la FIFA). Para mantener la tradición los presentadores introducen las bolas desde un saco. Uno de los presentadores extrae las bolas numeradas (normalmente algún exjugador) y el otro indica qué equipo corresponde a cada número. En los últimos años el sorteo se realiza desde el Estadio de Wembley.

### Equipos participantes
Todos los equipos de la Premier League y de la Football League entran automáticamente en la competición, y los clubes de los seis niveles siguientes también son elegibles si han jugado en la FA Cup, FA Trophy o la FA Vase en la temporada anterior. Los equipos de nueva creación que comienzan en una categoría alta, como el United of Manchester o el Milton Keynes Dons, no pueden participar en la FA Cup en su primera temporada. Todos los equipos participantes deben tener también un estadio apropiado. Hay además otros factores y medidas para los equipos de divisiones inferiores. Es muy raro que los grandes clubes del país no participen en la competición, aunque puede ocurrir por circunstancias excepcionales. El Manchester United no participó en la FA Cup 1999-00 debido a su participación en el Campeonato Mundial de Clubes de la FIFA 2000, un hecho muy controvertido en su momento.
Los equipos de Gales que juegan en la liga de Inglaterra también pueden participar, aunque desde la creación de la League of Wales solo quedan seis clubes: Cardiff City (vencedor en 1927), Swansea City, Wrexham, Merthyr Town, Newport County y Colwyn Bay. En los primeros años otros equipos de Gales, Escocia e Irlanda tomaron parte en la competición. Así, el Queen's Park escocés alcanzó la final en 1884 y 1885 y el Rangers llegó hasta semifinales en 1887. En la FA Cup 1888-89 participó un equipo de fuera de la isla de Gran Bretaña, el Linfield Athletic norirlandés (en esa época Irlanda era parte del Reino Unido) siendo eliminado por el Nottingham Forest.
El número de equipos participantes se ha incrementado en los últimos años. En la FA Cup 2004-05 participaron 660 clubes, batiendo el récord de 656 de la temporada 1921-22. En la FA Cup 2005-06 se incrementó a 674 y en la FA Cup 2009-10 llegó a 762.

## Estadios
Los partidos de la FA Cup se juegan normalmente en la casa de uno de los dos equipos participantes. El equipo local se decide en el sorteo. No existe un cuadro en la competición, por lo que el equipo local es simplemente aquel cuya bola sale primera en el sorteo de cada eliminatoria. Ocasionalmente, los partidos pueden disputarse en otro estadio por razones de seguridad o porque no son adecuados para recibir a algún club importante. En el caso de empate, el replay se juega en casa del equipo que actuó como visitante en el partido original. Cuando se jugaban múltiples replays el segundo (y los siguientes si los hubiera) se jugaban en estadios neutrales.
Tradicionalmente, la final se jugaba en Londres, en el Estadio de Wembley (original). Tras la demolición y la posterior reconstrucción, las finales de 2001 a 2006 se jugaron en el Millennium Stadium de Cardiff. A continuación, se detalla en una tabla los diferentes estadios en los que se ha disputado la final a lo largo de la historia:
| Periodo              | Estadio                       | Ciudad     | País       |
| -------------------- | ----------------------------- | ---------- | ---------- |
| 1871-72              | Kennington Oval               | Londres    | Inglaterra |
| 1872-73              | Lillie Bridge                 | Londres    | Inglaterra |
| 1873-74 / 1885-86    | Kennington Oval               | Londres    | Inglaterra |
| 1885-86 (R)          | Racecourse Ground             | Derby      | Inglaterra |
| 1873-74 / 1891-92    | Kennington Oval               | Londres    | Inglaterra |
| 1892-93              | Fallowfield Stadium           | Mánchester | Inglaterra |
| 1893-94              | Goodison Park                 | Liverpool  | Inglaterra |
| 1894-95 / 1900-01    | Crystal Palace                | Londres    | Inglaterra |
| 1900-01 (R)          | Burnden Park                  | Bolton     | Inglaterra |
| 1901-02 / 1909-10    | Crystal Palace                | Londres    | Inglaterra |
| 1909-10 (R)          | Goodison Park                 | Liverpool  | Inglaterra |
| 1910-11              | Crystal Palace                | Londres    | Inglaterra |
| 1910-11 (R)          | Old Trafford                  | Mánchester | Inglaterra |
| 1911-12              | Crystal Palace                | Londres    | Inglaterra |
| 1911-12 (R)          | Bramall Lane                  | Sheffield  | Inglaterra |
| 1912-13 / 1913-14    | Crystal Palace                | Londres    | Inglaterra |
| 1914-15              | Old Trafford                  | Mánchester | Inglaterra |
| 1919-20 / 1921-22    | Stamford Bridge               | Londres    | Inglaterra |
| 1922-23 / 1969-70    | Estadio de Wembley (Original) | Londres    | Inglaterra |
| 1969-70 (R)          | Old Trafford                  | Mánchester | Inglaterra |
| 1970-71 / 1999-00    | Estadio de Wembley (Original) | Londres    | Inglaterra |
| 2000-01 / 2005-06    | Millennium Stadium            | Cardiff    | Gales      |
| 2006-07 / actualidad | Estadio de Wembley            | Londres    | Inglaterra |

Las semifinales se juegan en un estadio neutral con una alta capacidad, en el pasado eran normalmente estadios de equipos no participantes en las semifinales.
Algunos estadios que han acogido estos partidos son Maine Road y Old Trafford de Mánchester, Hillsborough en Sheffield, Millennium Stadium en Cardiff y Villa Park en Birmingham. El Villa Park es el estadio que más semifinales ha acogido con 55 en total. La semifinal de 1991 entre Arsenal y Tottenham fue la primera que se jugó en Wembley. Dos años después, ambas semifinales se jugaron en Wembley, así como en las de 1994 y 2000. En 2005 ambos partidos se jugaron en el Millennium Stadium. Desde 2008 todas las semifinales se juegan en Wembley.

## Trofeos

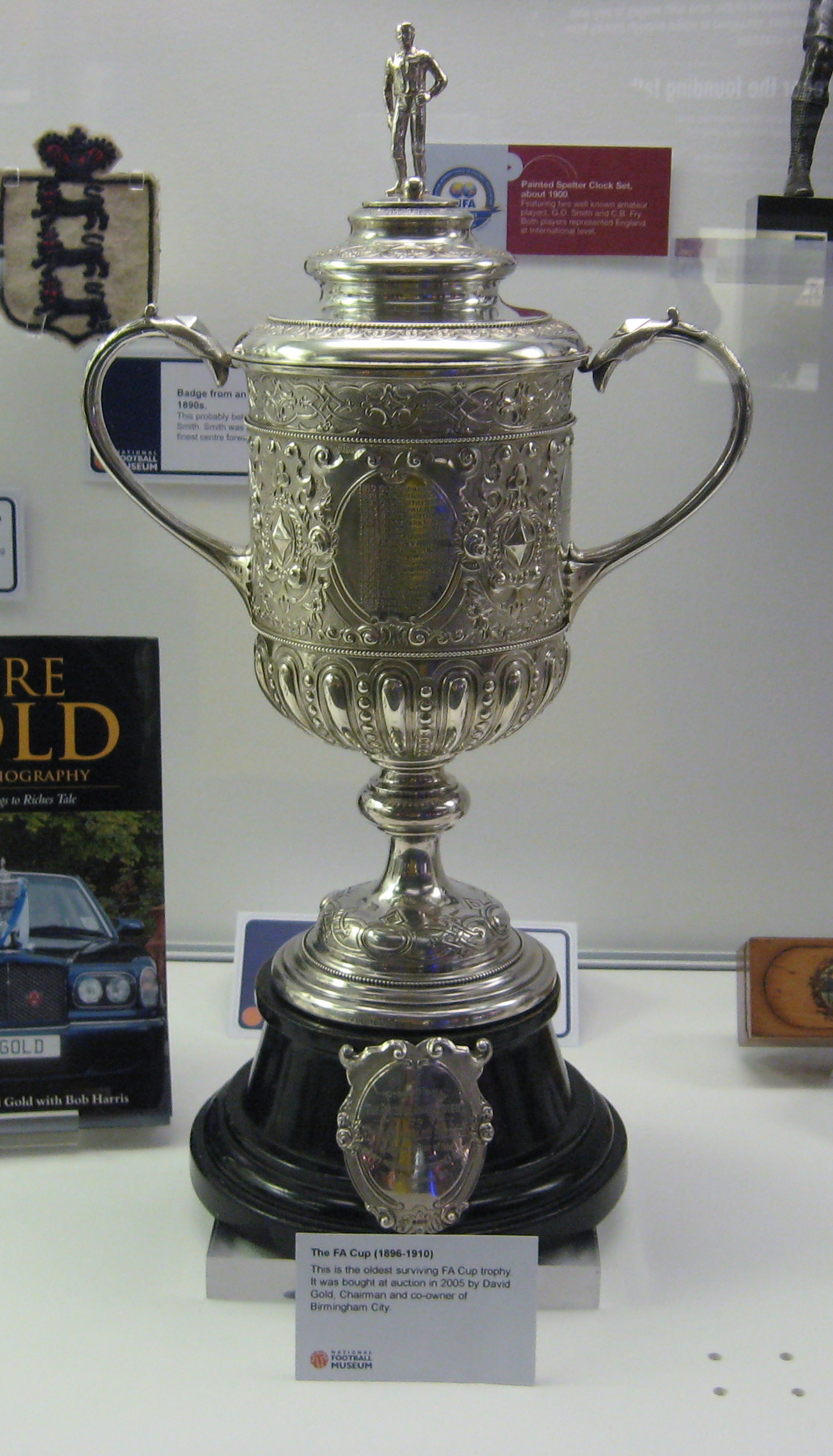
Segundo trofeo, utilizado entre 1896-1910

A la conclusión de la final, el equipo ganador es recompensado con un trofeo, el cual conservan hasta la final del año siguiente. Tradicionalmente, en las finales disputadas en Wembley, la entrega del trofeo se hace en la Royal Box o Palco Real, donde los jugadores, con el capitán a la cabeza, suben por una escalera desde el césped para recoger el trofeo. En Cardiff esta entrega se hacía en el centro del terreno de juego en un pódium.
La copa está decorada con cintas del color del equipo ganador. Los jugadores de cada equipo y los cuerpos técnicos reciben medallas de campeón y subcampeón.

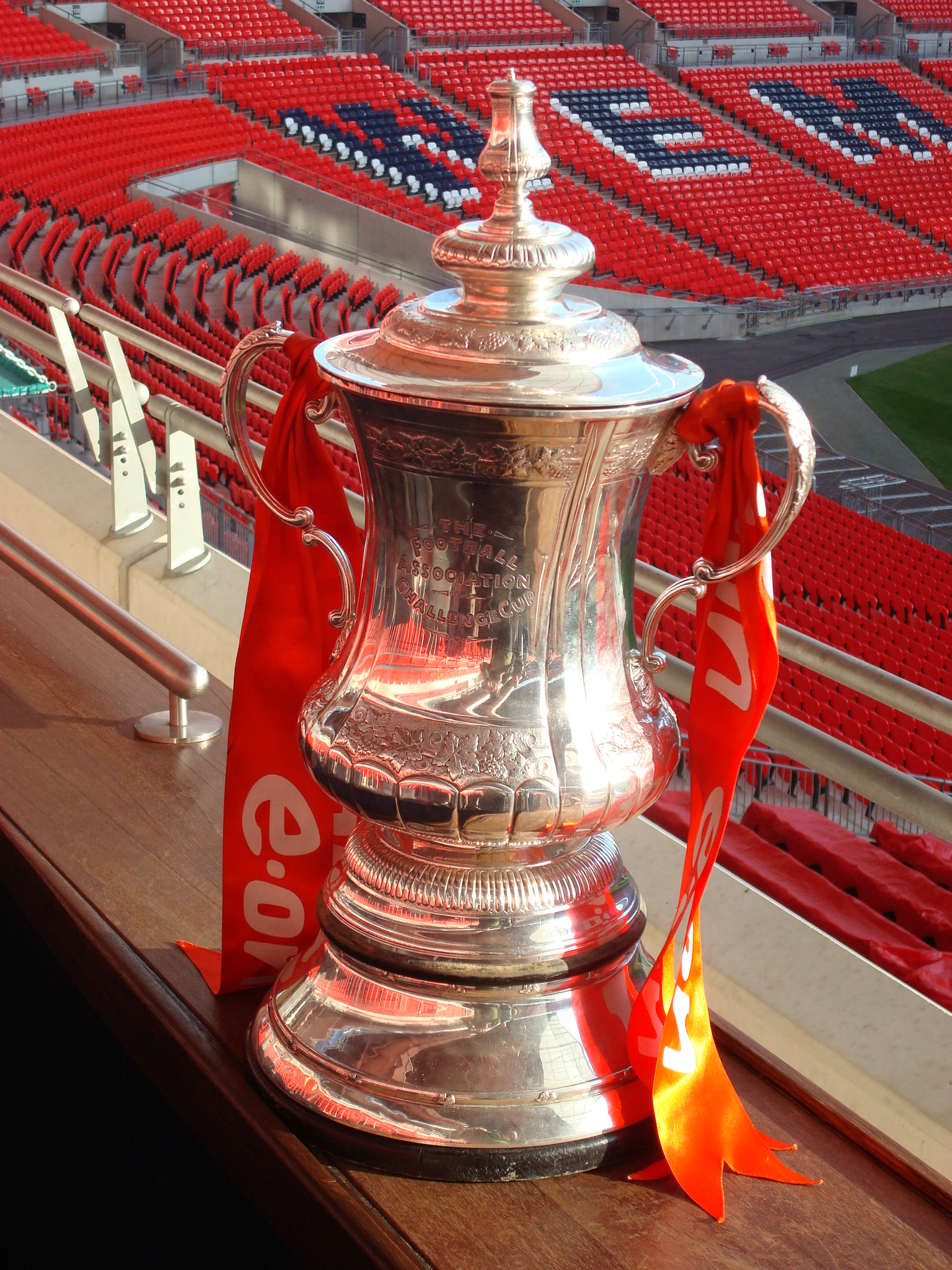
Cuarto trofeo, utilizado desde 1992

El actual trofeo es el cuarto. El primer trofeo, conocido como el little tin idol o "ídolo de hojalata", se usó desde la FA Cup 1871-72 hasta que fue robado el 11 de septiembre de 1895 del escaparate de la tienda de zapatos de William Shillock en Birmingham cuando el Aston Villa era el campeón. 60 años después, el ladrón admitió que fundió la copa para fabricar monedas falsas.
El segundo trofeo era una réplica del primero y se usó desde 1896 hasta 1910. El 19 de mayo de 2005 se vendió por £420 000 a David Gold, presidente adjunto del Birmingham City. Gold prestó el trofeo al National Football Museum, que se encuentra en el Deepdale Stadium de Preston, donde está expuesto al público.
Un nuevo, y más grande, trofeo fue comprado por la FA en 1911, diseñado y manufacturado por Fattorini and Sons. El Bradford City fue el primer equipo en ganar este nuevo trofeo. Este trofeo aún existe, pero está muy frágil para ser usado, así que una réplica exacta se usa desde 1992. Hay además un trofeo de "repuesto" fabricado también en 1992 para usar en caso de que el actual se pierda o resulte dañado.

## Patrocinio
Desde 1994-95, la FA Cup ha estado patrocinada por diferentes empresas. Sin embargo, para preservar la identidad de la competición, el nombre oficial de The FA Cup nunca ha sido cambiado, como sí ha ocurrido con la Copa de la Liga. Los acuerdos de patrocinio son por cuatro años, aunque se puede acordar un año extra, como ocurrió en el caso de E.ON.
A continuación se detalla en una tabla los diferentes patrocinadores a lo largo de la historia:
| Periodo   | Patrocinador     | Nombre                              |
| --------- | ---------------- | ----------------------------------- |
| 1871-1994 | Sin patrocinador | The FA Cup                          |
| 1994-1998 | Littlewoods      | The FA Cup sponsored by Littlewoods |
| 1998-2002 | AXA              | The AXA-Sponsored FA Cup            |
| 2002-2006 | Sin patrocinador | The FA Cup                          |
| 2006-2011 | E.ON             | The FA Cup sponsored by E.ON        |
| 2011-2014 | Budweiser        | The FA Cup with Budweiser           |
| 2014-2015 | Sin patrocinador | The FA Cup                          |
| 2015-Act. | Emirates         | The Emirates FA Cup                 |

## Historial
| Edición   | Campeón                                         | Resultado                                       | Subcampeón                                      | Sede                                            |
| FA Cup    | FA Cup                                          | FA Cup                                          | FA Cup                                          | FA Cup                                          |
| --------- | ----------------------------------------------- | ----------------------------------------------- | ----------------------------------------------- | ----------------------------------------------- |
| 1871-72   | Wanderers                                       | 1 - 0                                           | Royal Engineers                                 | Kennington Oval                                 |
| 1872-73   | Wanderers                                       | 2 - 0                                           | Oxford University                               | Lillie Bridge                                   |
| 1873-74   | Oxford University (1)                           | 2 - 0                                           | Royal Engineers                                 | Kennington Oval                                 |
| 1874-75   | Royal Engineers (1)                             | 1 - 1 (pró.) 2 - 0                              | Old Etonians                                    | Kennington Oval                                 |
| 1875-76   | Wanderers                                       | 1 - 1 3 - 0                                     | Old Etonians                                    | Kennington Oval                                 |
| 1876-77   | Wanderers                                       | 2 - 1 (pró.)                                    | Oxford University                               | Kennington Oval                                 |
| 1877-78   | Wanderers (5)                                   | 3 - 1                                           | Royal Engineers                                 | Kennington Oval                                 |
| 1878-79   | Old Etonians                                    | 1 - 0                                           | Clapham Rovers                                  | Kennington Oval                                 |
| 1879-80   | Clapham Rovers (1)                              | 1 - 0                                           | Oxford University                               | Kennington Oval                                 |
| 1880-81   | Old Carthusians (1)                             | 3 - 0                                           | Old Etonians                                    | Kennington Oval                                 |
| 1881-82   | Old Etonians (2)                                | 1 - 0                                           | Blackburn Rovers                                | Kennington Oval                                 |
| 1882-83   | Blackburn Olympic                               | 2 - 1 (pró.)                                    | Old Etonians                                    | Kennington Oval                                 |
| 1883-84   | Blackburn Rovers                                | 2 - 1                                           | Queen's Park                                    | Kennington Oval                                 |
| 1884-85   | Blackburn Rovers                                | 2 - 0                                           | Queen's Park                                    | Kennington Oval                                 |
| 1885-86   | Blackburn Rovers                                | 0 - 0 (pró.) 2 - 0                              | West Bromwich Albion                            | Kennington Oval                                 |
| 1886-87   | Aston Villa                                     | 2 - 0                                           | West Bromwich Albion                            | Kennington Oval                                 |
| 1887-88   | West Bromwich Albion                            | 2 - 1                                           | Preston North End                               | Kennington Oval                                 |
| 1888-89   | Preston North End                               | 3 - 0                                           | Wolverhampton Wanderers                         | Kennington Oval                                 |
| 1889-90   | Blackburn Rovers                                | 6 - 1                                           | The Wednesday                                   | Kennington Oval                                 |
| 1890-91   | Blackburn Rovers                                | 3 - 1                                           | Notts County                                    | Kennington Oval                                 |
| 1891-92   | West Bromwich Albion                            | 3 - 0                                           | Aston Villa                                     | Kennington Oval                                 |
| 1892-93   | Wolverhampton Wanderers                         | 1 - 0                                           | Everton                                         | Fallowfield Stadium                             |
| 1893-94   | Notts County (1)                                | 4 - 1                                           | Bolton Wanderers                                | Goodison Park                                   |
| 1894-95   | Aston Villa                                     | 1 - 0                                           | West Bromwich Albion                            | Crystal Palace                                  |
| 1895-96   | The Wednesday                                   | 2 - 1                                           | Wolverhampton Wanderers                         | Crystal Palace                                  |
| 1896-97   | Aston Villa                                     | 3 - 2                                           | Everton                                         | Crystal Palace                                  |
| 1897-98   | Nottingham Forest                               | 3 - 1                                           | Derby County                                    | Crystal Palace                                  |
| 1898-99   | Sheffield United                                | 4 - 1                                           | Derby County                                    | Crystal Palace                                  |
| 1899-1900 | Bury                                            | 4 - 0                                           | Southampton                                     | Crystal Palace                                  |
| 1900-01   | Tottenham Hotspur                               | 2 - 2 (pró.) 3 - 1                              | Sheffield United                                | Crystal Palace                                  |
| 1901-02   | Sheffield United                                | 1 - 1 (pró.) 2 - 1                              | Southampton                                     | Crystal Palace                                  |
| 1902-03   | Bury (2)                                        | 6 - 0                                           | Derby County                                    | Crystal Palace                                  |
| 1903-04   | Manchester City                                 | 1 - 0                                           | Bolton Wanderers                                | Crystal Palace                                  |
| 1904-05   | Aston Villa                                     | 2 - 0                                           | Newcastle United                                | Crystal Palace                                  |
| 1905-06   | Everton                                         | 1 - 0                                           | Newcastle United                                | Crystal Palace                                  |
| 1906-07   | Sheffield Wednesday                             | 2 - 1                                           | Everton                                         | Crystal Palace                                  |
| 1907-08   | Wolverhampton Wanderers                         | 3 - 1                                           | Newcastle United                                | Crystal Palace                                  |
| 1908-09   | Manchester United                               | 1 - 0                                           | Bristol City                                    | Crystal Palace                                  |
| 1909-10   | Newcastle United                                | 1 - 1 (pró.) 2 - 0                              | Barnsley                                        | Crystal Palace                                  |
| 1910-11   | Bradford City (1)                               | 0 - 0 (pró.) 1 - 0                              | Newcastle United                                | Crystal Palace                                  |
| 1911-12   | Barnsley (1)                                    | 0 - 0 (pró.) 1 - 0                              | West Bromwich Albion                            | Crystal Palace                                  |
| 1912-13   | Aston Villa                                     | 1 - 0                                           | Sunderland                                      | Crystal Palace                                  |
| 1913-14   | Burnley                                         | 1 - 0                                           | Liverpool                                       | Crystal Palace                                  |
| 1914-15   | Sheffield United                                | 3 - 0                                           | Chelsea                                         | Old Trafford                                    |
| 1916-19   | No disputado debido a la Primera Guerra Mundial | No disputado debido a la Primera Guerra Mundial | No disputado debido a la Primera Guerra Mundial | No disputado debido a la Primera Guerra Mundial |
| 1919-20   | Aston Villa                                     | 1 - 0 (pró.)                                    | Huddersfield Town                               | Stamford Bridge                                 |
| 1920-21   | Tottenham Hotspur                               | 1 - 0                                           | Wolverhampton Wanderers                         | Stamford Bridge                                 |
| 1921-22   | Huddersfield Town (1)                           | 1 - 0                                           | Preston North End                               | Stamford Bridge                                 |
| 1922-23   | Bolton Wanderers                                | 2 - 0                                           | West Ham United                                 | Estadio de Wembley                              |
| 1923-24   | Newcastle United                                | 2 - 0                                           | Aston Villa                                     | Estadio de Wembley                              |
| 1924-25   | Sheffield United (4)                            | 1 - 0                                           | Cardiff City                                    | Estadio de Wembley                              |
| 1925-26   | Bolton Wanderers                                | 1 - 0                                           | Manchester City                                 | Estadio de Wembley                              |
| 1926-27   | Cardiff City (1)                                | 1 - 0                                           | Arsenal                                         | Estadio de Wembley                              |
| 1927-28   | Blackburn Rovers (6)                            | 3 - 1                                           | Huddersfield Town                               | Estadio de Wembley                              |
| 1928-29   | Bolton Wanderers                                | 2 - 0                                           | Portsmouth                                      | Estadio de Wembley                              |
| 1929-30   | Arsenal                                         | 2 - 0                                           | Huddersfield Town                               | Estadio de Wembley                              |
| 1930-31   | West Bromwich Albion                            | 3 - 1                                           | Birmingham                                      | Estadio de Wembley                              |
| 1931-32   | Newcastle United                                | 2 - 1                                           | Arsenal                                         | Estadio de Wembley                              |
| 1932-33   | Everton                                         | 3 - 0                                           | Manchester City                                 | Estadio de Wembley                              |
| 1933-34   | Manchester City                                 | 2 - 1                                           | Portsmouth                                      | Estadio de Wembley                              |
| 1934-35   | Sheffield Wednesday (3)                         | 4 - 2                                           | West Bromwich Albion                            | Estadio de Wembley                              |
| 1935-36   | Arsenal                                         | 1 - 0                                           | Sheffield United                                | Estadio de Wembley                              |
| 1936-37   | Sunderland                                      | 3 - 1                                           | Preston North End                               | Estadio de Wembley                              |
| 1937-38   | Preston North End (2)                           | 1 - 0 (pró.)                                    | Huddersfield Town                               | Estadio de Wembley                              |
| 1938-39   | Portsmouth                                      | 4 - 1                                           | Wolverhampton Wanderers                         | Estadio de Wembley                              |
| 1940-45   | No disputado debido a la Segunda Guerra Mundial | No disputado debido a la Segunda Guerra Mundial | No disputado debido a la Segunda Guerra Mundial | No disputado debido a la Segunda Guerra Mundial |
| 1945-46   | Derby County (1)                                | 4 - 1 (pró.)                                    | Charlton Athletic                               | Estadio de Wembley                              |
| 1946-47   | Charlton Athletic (1)                           | 1 - 0 (pró.)                                    | Burnley                                         | Estadio de Wembley                              |
| 1947-48   | Manchester United                               | 4 - 2                                           | Blackpool                                       | Estadio de Wembley                              |
| 1948-49   | Wolverhampton Wanderers                         | 3 - 1                                           | Leicester City                                  | Estadio de Wembley                              |
| 1949-50   | Arsenal                                         | 2 - 0                                           | Liverpool                                       | Estadio de Wembley                              |
| 1950-51   | Newcastle United                                | 2 - 0                                           | Blackpool                                       | Estadio de Wembley                              |
| 1951-52   | Newcastle United                                | 1 - 0                                           | Arsenal                                         | Estadio de Wembley                              |
| 1952-53   | Blackpool (1)                                   | 4 - 3                                           | Bolton Wanderers                                | Estadio de Wembley                              |
| 1953-54   | West Bromwich Albion                            | 3 - 2                                           | Preston North End                               | Estadio de Wembley                              |
| 1954-55   | Newcastle United (6)                            | 3 - 1                                           | Manchester City                                 | Estadio de Wembley                              |
| 1955-56   | Manchester City                                 | 3 - 1                                           | Birmingham City                                 | Estadio de Wembley                              |
| 1956-57   | Aston Villa (7)                                 | 2 - 1                                           | Manchester United                               | Estadio de Wembley                              |
| 1957-58   | Bolton Wanderers (4)                            | 2 - 0                                           | Manchester United                               | Estadio de Wembley                              |
| 1958-59   | Nottingham Forest (2)                           | 2 - 1                                           | Luton Town                                      | Estadio de Wembley                              |
| 1959-60   | Wolverhampton Wanderers (4)                     | 3 - 0                                           | Blackburn Rovers                                | Estadio de Wembley                              |
| 1960-61   | Tottenham Hotspur                               | 2 - 0                                           | Leicester City                                  | Estadio de Wembley                              |
| 1961-62   | Tottenham Hotspur                               | 3 - 1                                           | Burnley                                         | Estadio de Wembley                              |
| 1962-63   | Manchester United                               | 3 - 1                                           | Leicester City                                  | Estadio de Wembley                              |
| 1963-64   | West Ham United                                 | 3 - 2                                           | Preston North End                               | Estadio de Wembley                              |
| 1964-65   | Liverpool                                       | 2 - 1 (pró.)                                    | Leeds United                                    | Estadio de Wembley                              |
| 1965-66   | Everton                                         | 3 - 2                                           | Sheffield Wednesday                             | Estadio de Wembley                              |
| 1966-67   | Tottenham Hotspur                               | 2 - 1                                           | Chelsea                                         | Estadio de Wembley                              |
| 1967-68   | West Bromwich Albion (5)                        | 1 - 0 (pró.)                                    | Everton                                         | Estadio de Wembley                              |
| 1968-69   | Manchester City                                 | 1 - 0                                           | Leicester City                                  | Estadio de Wembley                              |
| 1969-70   | Chelsea                                         | 2 - 2 (pró.) 2 - 1                              | Leeds United                                    | Estadio de Wembley                              |
| 1970-71   | Arsenal                                         | 2 - 1 (pró.)                                    | Liverpool                                       | Estadio de Wembley                              |
| 1971-72   | Leeds United (1)                                | 1 - 0                                           | Arsenal                                         | Estadio de Wembley                              |
| 1972-73   | Sunderland (2)                                  | 1 - 0                                           | Leeds United                                    | Estadio de Wembley                              |
| 1973-74   | Liverpool                                       | 3 - 0                                           | Newcastle United                                | Estadio de Wembley                              |
| 1974-75   | West Ham United                                 | 2 - 0                                           | Fulham                                          | Estadio de Wembley                              |
| 1975-76   | Southampton (1)                                 | 1 - 0                                           | Manchester United                               | Estadio de Wembley                              |
| 1976-77   | Manchester United                               | 2 - 1                                           | Liverpool                                       | Estadio de Wembley                              |
| 1977-78   | Ipswich Town (1)                                | 1 - 0                                           | Arsenal                                         | Estadio de Wembley                              |
| 1978-79   | Arsenal                                         | 3 - 2                                           | Manchester United                               | Estadio de Wembley                              |
| 1979-80   | West Ham United (3)                             | 1 - 0                                           | Arsenal                                         | Estadio de Wembley                              |
| 1980-81   | Tottenham Hotspur                               | 1 - 1 (pró.) 3 - 2                              | Manchester City                                 | Estadio de Wembley                              |
| 1981-82   | Tottenham Hotspur                               | 1 - 1 (pró.) 1 - 0                              | Queens Park Rangers                             | Estadio de Wembley                              |
| 1982-83   | Manchester United                               | 2 - 2 (pró.) 4 - 0                              | Brighton & Hove Albion                          | Estadio de Wembley                              |
| 1983-84   | Everton                                         | 2 - 0                                           | Watford                                         | Estadio de Wembley                              |
| 1984-85   | Manchester United                               | 1 - 0 (pró.)                                    | Everton                                         | Estadio de Wembley                              |
| 1985-86   | Liverpool                                       | 3 - 1                                           | Everton                                         | Estadio de Wembley                              |
| 1986-87   | Coventry City (1)                               | 3 - 2 (pró.)                                    | Tottenham Hotspur                               | Estadio de Wembley                              |
| 1987-88   | Wimbledon (1)                                   | 1 - 0                                           | Liverpool                                       | Estadio de Wembley                              |
| 1988-89   | Liverpool                                       | 3 - 2 (pró.)                                    | Everton                                         | Estadio de Wembley                              |
| 1989-90   | Manchester United                               | 3 - 3 (pró.) 1 - 0                              | Crystal Palace                                  | Estadio de Wembley                              |
| 1990-91   | Tottenham Hotspur (8)                           | 2 - 1 (pró.)                                    | Nottingham Forest                               | Estadio de Wembley                              |
| 1991-92   | Liverpool                                       | 2 - 0                                           | Sunderland                                      | Estadio de Wembley                              |
| 1992-93   | Arsenal                                         | 1 - 1 (pró.) 2 - 1                              | Sheffield Wednesday                             | Estadio de Wembley                              |
| 1993-94   | Manchester United                               | 4 - 0                                           | Chelsea                                         | Estadio de Wembley                              |
| 1994-95   | Everton (5)                                     | 1 - 0                                           | Manchester United                               | Estadio de Wembley                              |
| 1995-96   | Manchester United                               | 1 - 0                                           | Liverpool                                       | Estadio de Wembley                              |
| 1996-97   | Chelsea                                         | 2 - 0                                           | Middlesbrough                                   | Estadio de Wembley                              |
| 1997-98   | Arsenal                                         | 2 - 0                                           | Newcastle United                                | Estadio de Wembley                              |
| 1998-99   | Manchester United                               | 2 - 0                                           | Newcastle United                                | Estadio de Wembley                              |
| 1999-00   | Chelsea                                         | 1 - 0                                           | Aston Villa                                     | Estadio de Wembley                              |
| 2000-01   | Liverpool                                       | 2 - 1                                           | Arsenal                                         | Millenium Stadium                               |
| 2001-02   | Arsenal                                         | 2 - 0                                           | Chelsea                                         | Millenium Stadium                               |
| 2002-03   | Arsenal                                         | 1 - 0                                           | Southampton                                     | Millenium Stadium                               |
| 2003-04   | Manchester United                               | 3 - 0                                           | Millwall                                        | Millenium Stadium                               |
| 2004-05   | Arsenal                                         | 0 - 0 (5-4 pen.)                                | Manchester United                               | Millenium Stadium                               |
| 2005-06   | Liverpool                                       | 3 - 3 (3-1 pen.)                                | West Ham United                                 | Millenium Stadium                               |
| 2006-07   | Chelsea                                         | 1 - 0 (pró.)                                    | Manchester United                               | Estadio de Wembley                              |
| 2007-08   | Portsmouth (2)                                  | 1 - 0                                           | Cardiff City                                    | Estadio de Wembley                              |
| 2008-09   | Chelsea                                         | 2 - 1                                           | Everton                                         | Estadio de Wembley                              |
| 2009-10   | Chelsea                                         | 1 - 0                                           | Portsmouth                                      | Estadio de Wembley                              |
| 2010-11   | Manchester City                                 | 1 - 0                                           | Stoke City                                      | Estadio de Wembley                              |
| 2011-12   | Chelsea                                         | 2 - 1                                           | Liverpool                                       | Estadio de Wembley                              |
| 2012-13   | Wigan Athletic (1)                              | 1 - 0                                           | Manchester City                                 | Estadio de Wembley                              |
| 2013-14   | Arsenal                                         | 3 - 2                                           | Hull City                                       | Estadio de Wembley                              |
| 2014-15   | Arsenal                                         | 4 - 0                                           | Aston Villa                                     | Estadio de Wembley                              |
| 2015-16   | Manchester United                               | 2 - 1 (pró.)                                    | Crystal Palace                                  | Estadio de Wembley                              |
| 2016-17   | Arsenal                                         | 2 - 1                                           | Chelsea                                         | Estadio de Wembley                              |
| 2017-18   | Chelsea (8)                                     | 1 - 0                                           | Manchester United                               | Estadio de Wembley                              |
| 2018-19   | Manchester City                                 | 6 - 0                                           | Watford                                         | Estadio de Wembley                              |
| 2019-20   | Arsenal (14)                                    | 2 - 1                                           | Chelsea                                         | Estadio de Wembley                              |
| 2020-21   | Leicester City (1)                              | 1 - 0                                           | Chelsea                                         | Estadio de Wembley                              |
| 2021-22   | Liverpool (8)                                   | 0 - 0 (6-5 pen.)                                | Chelsea                                         | Estadio de Wembley                              |
| 2022-23   | Manchester City (7)                             | 2 - 1                                           | Manchester United                               | Estadio de Wembley                              |
| 2023-24   | Manchester United (13)                          | 2 - 1                                           | Manchester City                                 | Estadio de Wembley                              |
| 2024-25   | Crystal Palace (1)                              | 1 - 0                                           | Manchester City                                 | Estadio de Wembley                              |

- En la temporada 2022-23, el Manchester City logra ser el segundo equipo en conquistar el triplete (Premier League, FA Cup y UEFA Champions League), tras el Manchester United en 1998-99.

## Palmarés
| Club                   | Campeón | Subcampeón | Años campeón                                                                       | Años subcampeón                                      |
| ---------------------- | ------- | ---------- | ---------------------------------------------------------------------------------- | ---------------------------------------------------- |
| Arsenal                | 14      | 7          | 1930, 1936, 1950, 1971, 1979, 1993, 1998, 2002, 2003, 2005, 2014, 2015, 2017, 2020 | 1927,1932, 1952, 1972, 1978, 1980, 2001              |
| Manchester United      | 13      | 9          | 1909, 1948, 1963, 1977, 1983, 1985, 1990, 1994, 1996, 1999, 2004, 2016, 2024       | 1957, 1958, 1976, 1979, 1995, 2005, 2007, 2018, 2023 |
| Chelsea                | 8       | 8          | 1970, 1997, 2000, 2007, 2009, 2010, 2012, 2018                                     | 1915, 1967, 1994, 2002, 2017, 2020, 2021, 2022       |
| Liverpool              | 8       | 7          | 1965, 1974, 1986, 1989, 1992, 2001, 2006, 2022                                     | 1914, 1950, 1971, 1977, 1988, 1996, 2012             |
| Tottenham Hotspur      | 8       | 1          | 1901, 1921, 1961, 1962, 1967, 1981, 1982, 1991                                     | 1987                                                 |
| Manchester City        | 7       | 7          | 1904, 1934, 1956, 1969, 2011, 2019, 2023                                           | 1926, 1933, 1955, 1981, 2013, 2024, 2025             |
| Aston Villa            | 7       | 4          | 1887, 1895, 1897, 1905, 1913, 1920, 1957                                           | 1892, 1994, 2000, 2015                               |
| Newcastle United       | 6       | 7          | 1910, 1924, 1932, 1951, 1952, 1955                                                 | 1905, 1906, 1908, 1911, 1974, 1998, 1999             |
| Blackburn Rovers       | 6       | 2          | 1884, 1885, 1886, 1890, 1891, 1928                                                 | 1882, 1960                                           |
| Everton                | 5       | 8          | 1906, 1933, 1966, 1984, 1995                                                       | 1893, 1897, 1907, 1968, 1985, 1986, 1989, 2009       |
| West Bromwich Albion   | 5       | 5          | 1888, 1892, 1931, 1954, 1968                                                       | 1886, 1887, 1895, 1912, 1935                         |
| Wanderers              | 5       | -          | 1872, 1873, 1876, 1877, 1878                                                       | -                                                    |
| Wolverhampton          | 4       | 4          | 1893, 1908, 1949, 1960                                                             | 1889, 1896, 1921, 1939                               |
| Bolton Wanderers       | 4       | 3          | 1923, 1926, 1929, 1958                                                             | 1894, 1904, 1953                                     |
| Sheffield United       | 4       | 2          | 1899, 1902, 1915, 1925                                                             | 1901, 1936                                           |
| Sheffield Wednesday    | 3       | 3          | 1896, 1907, 1935                                                                   | 1966, 1993                                           |
| West Ham United        | 3       | 2          | 1964, 1975, 1980                                                                   | 1923, 2006                                           |
| Preston North End      | 2       | 5          | 1889, 1938                                                                         | 1888, 1922, 1937, 1954, 1964                         |
| Old Etonians           | 2       | 4          | 1879, 1882                                                                         | 1875, 1876, 1881, 1883                               |
| Portsmouth             | 2       | 3          | 1939, 2008                                                                         | 1929, 1934, 2010                                     |
| Sunderland             | 2       | 2          | 1937, 1973                                                                         | 1913, 1992                                           |
| Nottingham Forest      | 2       | 1          | 1898, 1959                                                                         | 1991                                                 |
| Bury                   | 2       | -          | 1900, 1903                                                                         | -                                                    |
| Leicester City         | 1       | 4          | 2021                                                                               | 1949, 1961, 1963, 1969                               |
| Huddersfield           | 1       | 4          | 1922                                                                               | 1920, 1928, 1930, 1938                               |
| Southampton            | 1       | 3          | 1976                                                                               | 1900, 1902, 2003                                     |
| Oxford University      | 1       | 3          | 1874                                                                               | 1873, 1877, 1880                                     |
| Royal Engineers        | 1       | 3          | 1875                                                                               | 1872, 1874, 1878                                     |
| Derby County           | 1       | 3          | 1946                                                                               | 1898, 1899, 1903                                     |
| Leeds United           | 1       | 3          | 1972                                                                               | 1965, 1970, 1973                                     |
| Burnley                | 1       | 2          | 1914                                                                               | 1947, 1962                                           |
| Cardiff City           | 1       | 2          | 1927                                                                               | 1925, 2008                                           |
| Blackpool              | 1       | 2          | 1953                                                                               | 1948, 1951                                           |
| Crystal Palace         | 1       | 2          | 2025                                                                               | 1990, 2016                                           |
| Clapham Rovers         | 1       | 1          | 1880                                                                               | 1879                                                 |
| Notts County           | 1       | 1          | 1894                                                                               | 1891                                                 |
| Barnsley               | 1       | 1          | 1912                                                                               | 1910                                                 |
| Charlton Athletic      | 1       | 1          | 1947                                                                               | 1946                                                 |
| Wigan Athletic         | 1       | -          | 2013                                                                               | -                                                    |
| Old Carthusians        | 1       | -          | 1881                                                                               | -                                                    |
| Blackburn Olympic      | 1       | -          | 1883                                                                               | -                                                    |
| Bradford City          | 1       | -          | 1911                                                                               | -                                                    |
| Ipswich Town           | 1       | -          | 1978                                                                               | -                                                    |
| Coventry City          | 1       | -          | 1987                                                                               | -                                                    |
| Wimbledon              | 1       | -          | 1988                                                                               | -                                                    |
| Queen's Park           | -       | 2          | -                                                                                  | 1884, 1885                                           |
| Watford                | -       | 2          | -                                                                                  | 1984, 2019                                           |
| Birmingham City        | -       | 1          | -                                                                                  | 1956                                                 |
| Bristol City           | -       | 1          | -                                                                                  | 1909                                                 |
| Luton Town             | -       | 1          | -                                                                                  | 1959                                                 |
| Fulham                 | -       | 1          | -                                                                                  | 1975                                                 |
| Queens Park Rangers    | -       | 1          | -                                                                                  | 1982                                                 |
| Brighton & Hove Albion | -       | 1          | -                                                                                  | 1983                                                 |
| Middlesbrough          | -       | 1          | -                                                                                  | 1997                                                 |
| Millwall               | -       | 1          | -                                                                                  | 2004                                                 |
| Stoke City             | -       | 1          | -                                                                                  | 2011                                                 |
| Hull City              | -       | 1          | -                                                                                  | 2014                                                 |

## Cobertura mediática
La final de la FA Cup es uno de los diez eventos reservados por ley para transmisión en directo en Reino Unido.
Desde agosto de 2008 hasta junio de 2012 los partidos de la FA Cup se ven en directo a través de ITV1 en Inglaterra y Gales y en UTV en Irlanda del Norte. ITV retransmite 16 partidos por temporada, incluyendo la primera elección de cada ronda de la 1.ª a la 6.ª más una de las semifinales. La final es retransmitida también por ITV1.
Bajo el mismo contrato, Setanta Sports retransmite tres partidos y un replay de cada ronda de la tres a la cinco, dos cuartos de final, una semifinal y la final. El canal también retransmite los partidos de ITV en Escocia, tras la decisión de esta franquicia de no retransmitir partidos de la FA Cup en ese país.
La BBC Radio Five Live retransmite la jornada de FA Cup con comentarios adicionales desde cada emisora local de la BBC.
La FA vende los derechos al extranjero separados de la competición doméstica. En Australia los partidos de la primera ronda a las semifinales son retransmitidos en exclusiva por Setanta Sports Australia y la final se retransmite junto a la SBS. En los Estados Unidos los derechos pertenecen a ESPN+ y en España a DAZN. En México y Centroamérica los derechos pertenecen a TNT Sports/Max y Fox Sports MX. En el Caribe (Incluyendo a Republica Dominicana) los derechos pertenecen a Rush Sports. Para Sudamérica (Incluyendo a Brasil) los derechos pertenecen a ESPN/Disney+.
- Fox Sports no está disponible para Centroamérica, debido a la venta de 21st Century Fox a The Walt Disney Company en 2019, Disney adquirió prácticamente todos los activos de la compañía, incluyendo los canales internacionales de Fox Sports.

## Récords y estadísticas

### Grupal
- Más títulos: Arsenal (14).
- Más subcampeonatos: Manchester United (9).
- Más títulos consecutivos: 3
-Wanderers (1876, 1877, 1878).
-Blackburn Rovers (1884, 1885, 1886).
- Más finales: 22
-Manchester United.
- Más derrotas consecutivas en finales: Chelsea con 3 (2020, 2021, 2022).
- Mayor diferencia temporal entre campeonatos: Portsmouth con 69 años (1939-2009).
- Mayor goleada en una final: Manchester City 6 - 0 Watford (2019).
- Más goles en una final: Blackburn Rovers 6 - 1 Sheffield Wednesday (1890).

### Individual
- Jugador con más goles:  Harry Cursham (49).
- Jugador con más goles en una temporada:  Jimmy Ross (19).[19]
- Jugador con más goles en un partido:  Ted MacDougall con 9 (Bournemouth 11 - 0 Margate, Primera Ronda, 20 de noviembre de 1971).[20]
- Jugador con más títulos:  Ashley Cole (7).
- Entrenador con más títulos:  Arsène Wenger (7).
- Jugador con más finales jugadas:  Arthur Kinnaird (9).
- Más goles en una final: 3
- Billy Townley (1889-90).
- James Logan (1893-94).
- Stan Mortensen (1952-53).
- Más goles en finales:  Ian Rush (5).
- Más goles anotados en finales diferentes:  Didier Drogba (4 en 2007, 2009, 2011 y 2012).
- Jugador finalista más joven:  Curtis Weston, 17 años y 119 días (en 2004).
- Jugador más joven en marcar en una final:  Norman Whiteside, 18 años y 19 días (en 1983).
- Jugador finalista más veterano:  Billy Hampson, 41 años y 257 días (en 1924).

### Otros récords
- Gol más rápido: 4 segundos, Gareth Morris (Ashton United - Skelmersdale United, Primera Ronda, 17 de septiembre de 2001).
- Hat-trick más rápido: 2.20 min, Andy Locke (Nantwich Town - Droylsden, Ronda Preliminar, 1995).
- Mayor goleada registrada: Preston North End 26 - 0 Hyde United (Primera Ronda, 15 de octubre de 1887).
- Mayor goleada de visitante: Clapton 0 - 14 Nottingham Forest (Primera Ronda, 17 de enero de 1891).
- Mayor asistencia a Wembley: 126 047 (oficial) hasta 300 000 (estimación) en la final Bolton Wanderers - West Ham United (28 de abril de 1923).
- Mayor cantidad de clubes que compitieron en una edición: 763 en la edición 2011-12.
- Empate más largo: 660 minutos (6 partidos), Oxford City contra Alvechurch (Cuarta Ronda, 1971; Alvechurch ganó el sexto partido 1 - 0).
- Tanda de penaltis más larga: 40 en total; Tunbridge Wells - Littlehampton Town (Ronda Preliminar, 31 de agosto de 2005; Tunbridge Wells ganó 16 - 15).

## Entrenadores campeones
Lista de técnicos con al menos 3 títulos en la Copa FA:
| Rank | Técnico           | Nacionalidad | Victorias | Años campeón                             | Club              |
| ---- | ----------------- | ------------ | --------- | ---------------------------------------- | ----------------- |
| 1    | Arsène Wenger     | Francia      | 7         | 1998, 2002, 2003, 2005, 2014, 2015, 2017 | Arsenal           |
| 2    | George Ramsay     | Escocia      | 6         | 1887, 1895, 1897, 1905, 1913, 1920       | Aston Villa       |
| 3    | Alex Ferguson     | Escocia      | 5         | 1990, 1994, 1996, 1999, 2004             | Manchester United |
| 4    | John Nicholson    | Inglaterra   | 4         | 1899, 1902, 1915, 1925                   | Sheffield United  |
| 5    | James Fielding    | Inglaterra   | 3         | 1884, 1885, 1886                         | Blackburn Rovers  |
| 5    | Charles Foweraker | Inglaterra   | 3         | 1923, 1926, 1929                         | Bolton Wanderers  |
| 5    | Bill Nicholson    | Inglaterra   | 3         | 1961, 1962, 1967                         | Tottenham Hotspur |